# Panama op de Olympische Zomerspelen 1968
Panama nam deel aan de Olympische Zomerspelen 1968 in Mexico-Stad, Mexico. Voor de derde opeenvolgende keer werd geen medaille gewonnen.

## Deelnemers en resultaten

### Basketbal
| Olympiër | Discipline | Resultaat | Prestatie |
| --- | ---------- | --------- | --- |
| Davis Peralta Norris Webb Luis Sinclair Pedro Rivas Eliecer Ellis Calixto Malcon Nicolas Alvarado Ernesto Agard Francisco Checa Julio Osorio Percibal Blades Ramón Reyes | mannen     | 12e       | groep A: 6de V van Joegoslavië: 85-96 V van Italië: 87-94 V van Spanje: 82-88 W van Filipijnen: 95-92 V van Verenigde Staten: 60-95 V van Puerto Rico: 69-80 W van Zweden: 94-79 9-12de plek: V van Bulgarije: 79-83 11-12de plek: V van Cuba: 88-9 |

| Groep A |                  |             |             |             |        |        |        |        |
| #       | Land             | Wedstrijden | Wedstrijden | Wedstrijden | Punten | Punten | Punten | Punten |
| #       | Land             | G           | W           | V           | V      | T      | Saldo  | Punten |
| 1       | Verenigde Staten | 7           | 7           | 0           | 599    | 392    | +207   | 14     |
| 2       | Joegoslavië      | 7           | 6           | 1           | 592    | 511    | +81    | 13     |
| 3       | Italië           | 7           | 5           | 2           | 562    | 539    | +23    | 12     |
| 4       | Spanje           | 7           | 4           | 3           | 557    | 548    | +9     | 11     |
| 5       | Puerto Rico      | 7           | 3           | 4           | 493    | 468    | +25    | 10     |
| 6       | Panama           | 7           | 2           | 5           | 572    | 624    | -52    | 9      |
| 7       | Filipijnen       | 7           | 1           | 6           | 525    | 636    | -111   | 8      |
| 8       | Zweden           | 7           | 0           | 7           | 383    | 565    | -182   | 7      |

| Ronde        | Datum       | Plaats           | Land  | Score  | Land |
| ------------ | ----------- | ---------------- | ----- | ------ | ---- |
| Groepsfase   |             |                  |       |        |      |
| 13 oktober   | Mexico-Stad | Joegoslavië      | 96-85 | Panama |      |
| 14 oktober   | Mexico-Stad | Italië           | 94-87 | Panama |      |
| 15 oktober   | Mexico-Stad | Zweden           | 88-82 | Panama |      |
| 16 oktober   | Mexico-Stad | Filipijnen       | 92-95 | Panama |      |
| 18 oktober   | Mexico-Stad | Verenigde Staten | 95-60 | Panama |      |
| 19 oktober   | Mexico-Stad | Panama           | 69-80 | Spanje |      |
| 20 oktober   | Mexico-Stad | Panama           | 94-79 | Spanje |      |
| 9-12de plek  |             |                  |       |        |      |
| 23 oktober   | Mexico-Stad | Bulgarije        | 83-79 | Panama |      |
| 11-12de plek |             |                  |       |        |      |
| 24 oktober   | Mexico-Stad | Cuba             | 91-88 | Panama |      |

### Gewichtheffen
| Olympiër       | Discipline | Resultaat | Prestatie                                                                               |
| -------------- | ---------- | --------- | --------------------------------------------------------------------------------------- |
| Guillermo Boyd | -56kg (m)  | DNF       | drukken: geen geldige poging                                                            |
| Ildefonso Lee  | -60kg (m)  | 12e       | drukken: 14de met 107,5kg trekken: 7de met 107,5kg stoten: 10de met 135kg totaal: 350kg |

### Worstelen
| Olympiër         | Discipline  | Resultaat   | Prestatie |
| Vrije stijl      | Vrije stijl | Vrije stijl | Vrije stijl |
| ---------------- | ----------- | ----------- | --- |
| Wanelge Castillo | -52kg (m)   | 10e         | 1ste ronde: W van GUA Ramírez: val 2de ronde: V van HUN Erdős 3de ronde: W van IND Kumar 4de ronde: V van FRG Neff |
| Severino Aguilar | -70kg (m)   | 24e         | 1ste ronde: V van ROU Enache: val 2de ronde: V van POL Pajak: val                                                  |

Afghanistan · Algerije · Amerikaanse Maagdeneilanden · Argentinië · Australië · Bahama's · Barbados · België · Bermuda · Birma · Bolivia · Bondsrepubliek Duitsland · Brazilië · Brits-Honduras · Bulgarije · Canada · Centraal-Afrikaanse Republiek · Ceylon · Chili · Colombia · Congo-Kinshasa · Costa Rica · Cuba · Denemarken · Dominicaanse Republiek · Duitse Democratische Republiek · Ecuador · El Salvador · Ethiopië · Fiji · Filipijnen · Finland · Frankrijk · Ghana · Griekenland · Groot-Brittannië · Guatemala · Guinee · Guyana · Honduras · Hongarije · Hongkong · Ierland · IJsland · India · Indonesië · Irak · Iran · Israël · Italië · Ivoorkust · Jamaica · Japan · Joegoslavië · Kameroen · Kenia · Koeweit · Libanon · Libië · Liechtenstein · Luxemburg · Madagaskar · Maleisië · Mali · Malta · Marokko · Mexico · Monaco · Mongolië · Nederland · Nederlandse Antillen · Nicaragua · Nieuw-Zeeland · Niger · Nigeria · Noorwegen · Oeganda · Oostenrijk · Pakistan · Panama · Paraguay · Peru · Polen · Portugal · Puerto Rico · Roemenië · San Marino · Senegal · Sierra Leone · Singapore · Soedan · Sovjet-Unie · Spanje · Suriname · Syrië · Taiwan · Tanzania · Thailand · Trinidad en Tobago · Tunesië · Turkije · Tsjaad · Tsjecho-Slowakije · Uruguay · Venezuela · Verenigde Arabische Republiek · Verenigde Staten · Vietnam · Zambia · Zuid-Korea · Zweden · Zwitserland